# Тхірі Тхудгамма
Тхірі Тхудгамма (*бірм. သီရိသုဓ္ဒမ, 1593 — 1638) — 20-й володар М'яу-У (царство) у 1622—1638 роках. У бенгальців відомий як Салім Шах II, у португальців — Тірітудемаракджі.

## Життєпис
Старший син спадкоємця трону Хамаунга. Народився 1593 року в м. М'яу-У. 1612 року його батько стає володарем держави, після чого Тхірі Тхудгамма призначено спадкоємцем трону. У 1615—1617 роках брав участь у військових кампаніях проти португальців.
1622 року успадкував владу, прийнявши тронне ім'я Сіннітакхін хТірі Тхудгаммараза. Розпочав низку грабіжницьких походів до гирла Іраваді, намагаючись відвоювати порт Сиріам, втім марно. Також у 1625—1628 роках намагався розширити володіння в південносхідній Бенгалії, скориставшись з розгардіяжем в імперії Великих Моголів, а потім між моголами й португальцями. Проти останніх також вів боротьбу, зберігаючи союз з Голландською Ост-Індською компанією.
1629 року втрутився у боротьбу за владу в державі Таунгу, відправивши війська на допомогу Мін'єдейппі, який боровся проти свого стрийка Тхалуна. Але військо правителя М'яу-У зазнало поразки. Близько 1630 року за підтримки португальців створив загін власної охорони з японських самураїв-християн. 1632 року замирився з Тхалуном.
Наприкінці панування дозволяв напади на Бенглаію лише з метою захоплення рабів. Работоргівля перебувала в руках португальців й голландців. З першими Тхірі Тхудгамма замирився. Звідси раби йшли до факторій на Молуккських островах.
Помер Тхірі Тхудгамма 1638 року. Йому спадкував старший син Мінсанай.